# ريد هاردي
ريد هاردي (بالإنجليزية: Red Hardy)‏ هو لاعب كرة قاعدة أمريكي، ولد في 6 يناير 1923 في مارمارث في الولايات المتحدة، وتوفي في 15 أغسطس 2003 في فينيكس في الولايات المتحدة.

## وصلات خارجية
- ريد هاردي على موقعبيزبول رفرنس.كوم (الدوري الرئيسي) (الإنجليزية)
- ريد هاردي على موقع جمعية أبحاث البيسبول الأمريكية (الإنجليزية)
- ريد هاردي على موقع مشجعي الرسوم البيانية (الإنجليزية)